# Ромашки (Миргородський район)
Ромашки — колишнє село у Полтавській області, Лохвицького району, Вирішальненської сільської ради. Зняте з обліку 17.05.1988

## Географія
Село Ромашки знаходилося на відстані 1 км від села Миколаївка та за 2,5 км від села Вирішальне.